# 4月17日 (旧暦)
旧暦4月17日は旧暦4月の17日目である。六曜は友引である。

## できごと
- 養老7年（ユリウス暦723年5月25日） - 三世一身法発布
- 天平2年（ユリウス暦730年5月8日） - 光明皇后の発意により、貧窮の病人の治療の為の施薬院を設置
- 慶安元年（グレゴリオ暦1648年6月8日） - 日光杉並木の20万本の植樹が完了
- 明治元年（グレゴリオ暦1868年6月7日）- （閏4月）明治政府が長崎・浦上で発見されたキリシタンを流罪にする。欧米諸国から非難（浦上四番崩れ）。

## 誕生日
- 天保8年（グレゴリオ暦1837年5月21日） - 板垣退助、政治家・自由民権運動指導者（+ 1919年）
- 嘉永2年（グレゴリオ暦1849年5月9日） - 昭憲皇太后、明治天皇の后（+ 1914年）

## 忌日
- （ユリウス暦269年6月3日） - 神功皇后、仲哀天皇の后・応神天皇の母（* 170年）
- 天平9年（ユリウス暦737年5月21日） - 藤原房前、廷臣・藤原不比等の子（* 681年）
- 長元9年（ユリウス暦1036年5月15日） - 後一条天皇、68代天皇（* 1008年）
- 文和3年/正平9年（ユリウス暦1354年5月10日） - 北畠親房、公卿・歌人（* 1293年）
- 元和2年（グレゴリオ暦1616年6月1日） - 徳川家康、江戸幕府初代将軍（* 1542年）
- 天和2年（グレゴリオ暦1682年5月24日） － 朱舜水、儒学者（* 1600年）
- 文化14年（グレゴリオ暦1817年6月1日） - 杉田玄白、蘭方医（* 1733年）